# Медицинский сборник в семи книгах
Медицинский сборник в семи книгах (греч. Επιτομής Ιατρικής βιβλία επτά, Epitomes iatrikes biblia hepta) — медицинский трактат, написанный в VII веке н. э. Павлом Эгинским на греческом языке.
В значительной степени является компиляцией работ предшественников Павла, в частности Галена и Орибасия. Трактат предназначался как для изучения медицины, так и для помощи в практической медицинской деятельности, сведения в нём изложены кратко, ясно и доступно. Фактически это была самая полная энциклопедия всех медицинских знаний того времени.

Состоял из семи книг. Первая книга содержит сведения о гигиене и рационах питания, вторая — о лихорадке, третья — о местных болезнях, четвёртая — о недугах, имеющих внешние проявления и затрагивающих не одну конкретную, а различные части тела, пятая — о ранах, укусах ядовитых животных, собак и людей, а также о бешенстве, шестая — о хирургии, и последняя — о фармацевтике и фармакологии. Наиболее важной из этих книг для истории медицины считается шестая, поскольку она позволяет оценить возможности хирургии в эпоху, когда жил Павел Эгинский. При этом описания и объяснения различных хирургических операций (некоторые из которых, в частности трепанация черепа, достаточно сложны) не только взяты автором из различных врачебных сочинений, но и приведены исходя из его собственной хирургической практики, а кое-что (например, впрыскивания лекарственных растворов через катетер при болезнях мочевого пузыря) введено в практику самим Павлом. В целом описанные в сочинении хирургические операции не слишком сильно отличаются от аналогичных современных.
В начале IX века третья книга была переведена на латинский язык, в том же веке сочинение целиком перевёл на арабский язык Хунайн ибн Исхак. В арабском мире труд Павла пользовался большим авторитетом, наиболее же ценилась шестая книга. В 1528 году в Венеции сочинение было опубликовано в оригинале, вскоре появилось было издано несколько переводов на латынь. Первый перевод на английский язык был осуществлён в середине XIX века Фрэнсисом Адамсом.
Труд Павла использовался в теоретической и практической медицине вплоть до XVIII века, а описанные в нём хирургические методики включались в университетские курсы в качестве классических.